# Хиль, Евгений Владимирович
Евге́ний Влади́мирович Хиль (30 октября 1981, Пермь) — кикбоксер, Заслуженный Мастер Спорта России, руководитель Пермской Городской Федерации Кикбоксинга, 5-кратный победитель Первенства России по кикбоксингу, 7-кратный Чемпион России по кикбоксингу, победитель первенства Европы по кикбоксингу 1996 год, победитель первенства Мира по кикбоксингу 1999 год, серебряный призёр Чемпионата Европы по кикбоксингу 2000 год, чемпион Мира по кикбоксингу 2001 год, бронзовый призёр Чемпионата Мира по кикбоксингу 2002 год, чемпион Европы по кикбоксингу 2002 год, бронзовый призёр Чемпионата Мира по кикбоксингу 2005 год, WBC интерконтинентальный чемпион среди профессионалов по тайскому боксу 2007 год, IMTC чемпион мира среди профессионалов по тайскому боксу 2008 год, двукратный Обладатель Кубка Мира по кикбоксингу 2009 год, провёл свыше 270 боёв, единственный спортсмен за всю историю, выигравший чемпионат России по кикбоксингу во всех разделах.
```
Воспитывает 2 детей.
```